# Hornsea
Hornsea – miasto w północno-wschodniej Anglii (Wielka Brytania), w hrabstwie ceremonialnym East Riding of Yorkshire, w dystrykcie (unitary authority) o tej samej nazwie, położone pomiędzy wybrzeżem Morza Północnego a jeziorem Hornsea Mere, w regionie Holderness. W 2001 r. miasto to zamieszkiwało 8243 osób.